# Al doilea conciliu de la Niceea

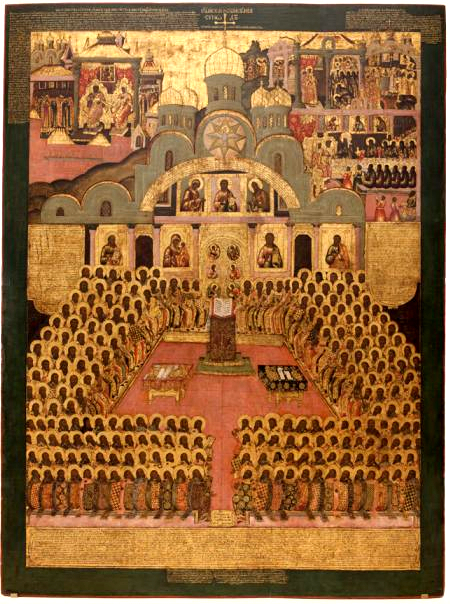
Sfinții părinți ai celui de-al doilea conciliu de la Niceea, icoană rusă din sec. al XVII-lea

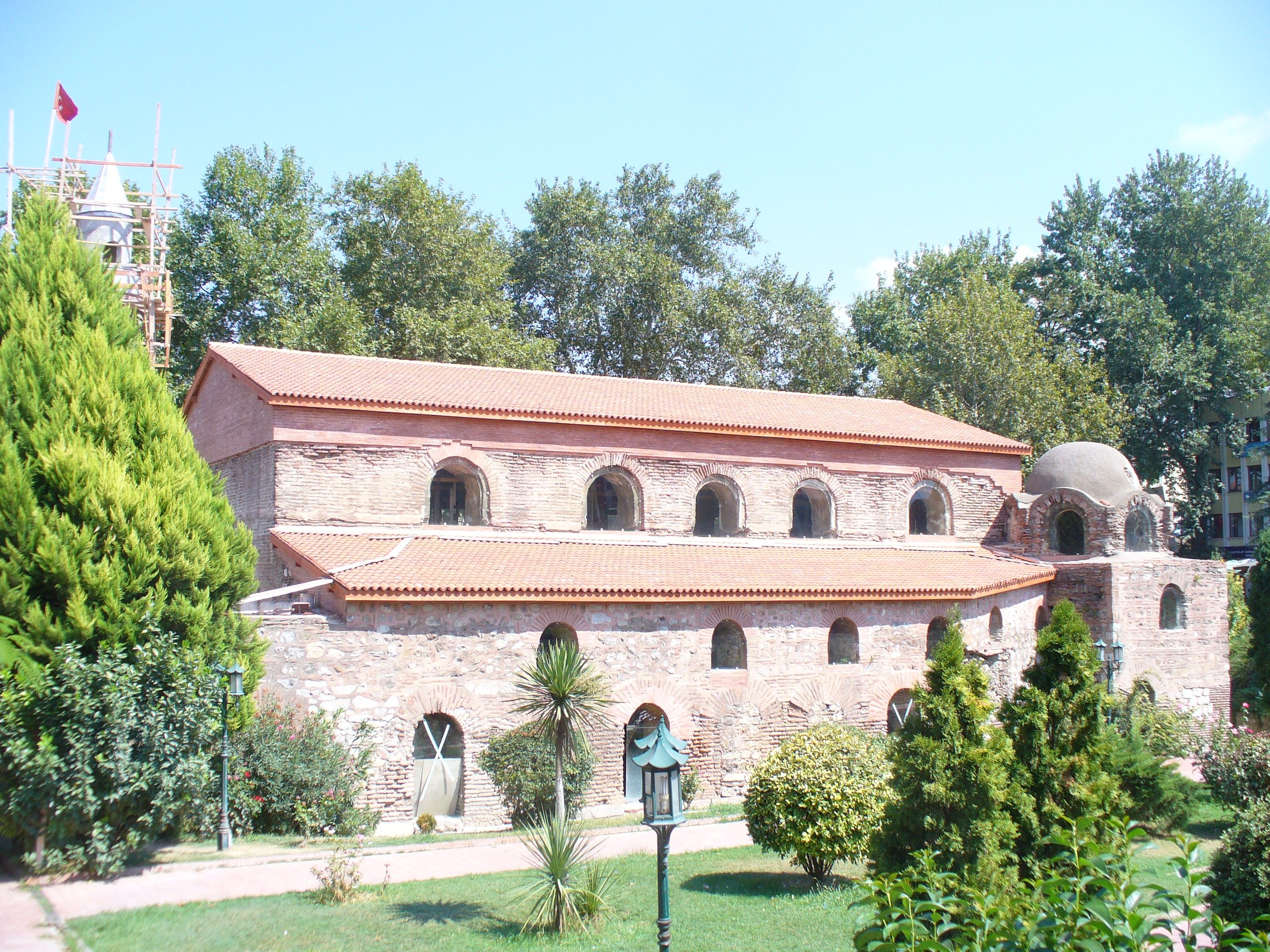
Biserica Hagia Sophia din Niceea

Al doilea conciliu de la Niceea (astăzi İznik, în Turcia) a fost cel de-al VII-lea conciliu (sinod) ecumenic și a avut loc în anul 787. Acest conciliu fost convocat de împărăteasa Irina Ateniana, care a acționat ca regentă în numele fiului ei Constantin al VI-lea, pe atunci minor. Conciliul a fost inițiat de patriarhul Pavel al IV-lea al Constantinopolului și de succesorul lui, patriarhul Tarasie, având ca scop corectarea ereziei iconoclaștilor, printre care se numărau și împărații Leon al III-lea și Constantin al V-lea.
Erezia iconoclaștilor, combătută de cei 263 de episcopi adunați la acest sinod, a fost că Isus Cristos nu poate fi reprezentat în icoane, concepție care se baza pe faptul că se nega natura umană a Fiului reprezentat în icoane. În locul ei a fost adoptată doctrina prin care se acceptă cultul imaginilor sacre și a relicvelor.
În urma acceptării cultului icoanelor s-au formulat patru anateme împotriva celor care
nu recunosc că Isus Cristos poate fi reprezentat în umanitatea lui, nu acceptă reprezentarea în artă a scenelor evanghelice, nu salută astfel de reprezentări prin ridicarea în picioare și resping orice tradiție scrisă sau nescrisă a bisericii.
Tot la acest sinod s-a dezbătut și problema intervenției sfinților.
Sinodul a formulat și 22 de canoane (necesitatea cunoașterii în profunzime a psaltirii de către episcopi, obligativitatea ca fiecare biserică să posede moaște ale sfinților, necesitatea de a se îndepărta cărțile în care se critică cultul icoanelor, obligativitatea ca fiecare biserică să aibă un administrator, interzicerea purtării podoabelor de către preoți, reafirmarea unor canoane mai vechi, etc.).
Acest conciliu a condamnat Conciliul de la Constantinopol din 785 drept sinod de proști și de nebuni.